# آرچیبالد پریمروز
آرچیبالد فیلیپ پریمروز (به انگلیسی: Archibald Philip Primrose) ارل پنجم روزبری و ارل اول مدلوفین و دولتمرد اهل بریتانیا و نخست‌وزیر این کشور در سالهای ۱۸۹۴ و ۱۸۹۵ بود. وی همچنین بین مرگ پدرش در ۱۸۵۱ و مرگ پدربزرگش در ۱۸۶۸ به عنوان لرد دالمنی شناخته می‌شد.
روزبری یک لیبرال-امپریالیست بود که توجه خاصی به یک دفاع ملی مستحکم و امپریالیسم در خارج کشور و همچنین تغییرات اجتماعی در داخل داشت و این در حالی بود که یک ضد سوسیالیست بود. والدینش اسکاتلندی بودند و القاب او هم از القاب طبقه اشراف اسکاتلند است. وی با ان دو روثچیلد وارث خاندان روثچیلد ازدواج کرد.
وی در سن ۸۲ سالگی در سووری درگذشت.